# Józefów-Wiktorów
Józefów-Wiktorów [pronunciación en polaco: /juˈzɛfuf vikˈtɔruf/] es un pueblo ubicado en el distrito administrativo de Gmina Warta, dentro del Distrito de Sieradz, Voivodato de Łódź, en Polonia central. Se encuentra aproximadamente a 7 kilómetros al este de Warta, a 13 kilómetros al norte de Sieradz, y a 52 kilómetros al oeste de la capital regional Łódź.